# Rothia cruenta
Rothia cruenta là một loài bướm đêm trong họ Noctuidae.